# MLD 엔터테인먼트
MLD 엔터테인먼트는 대한민국의 연예 기획사다.

## 현재 소속 연예인

### 가수
- JT & Marcus (김준태, 이재준)
- 이승철
- 라필루스 (샨티, 샤나, 유에, 베시, 서원, 하은)
- 치타
- HORI7ON (빈치, 킴, 카일러, 레이스터, 윈스턴, JEROMY, MARCUS)
- 길
- 뉴이드 (타드, 마키, 윌슨, 좀, 조쉬엘)

### 댄서
- 코카앤버터 (리헤이, 제트썬, 가가, 비키)

## 이전 소속 연예인

### 가수
- 태하 (모모랜드 전 멤버)
- DJ 로즈
- 모모랜드 (혜빈, 제인, 나윤, 주이, 아인, 낸시)
- TFN (노아, 시아, 케빈, 건우, 레오, 온, 제로, 카이리, 키오)
- 데이지 (모모랜드 전 멤버)

### 배우
- 연우 (모모랜드 전 멤버)

## 이전 소속 연습생
- 최희재
- 신시아
- 허찬미
- 정채연
- 빈하늘
- 김동빈